# Luzi Battaglia
Luzi Battaglia-Sigrist (* 8. September 1945 in Chur; heimatberechtigt in Scheid) ist ein Schweizer evangelisch-reformierter Pfarrer. Von 2000 bis 2006 war er Dekan der Bündner Synode. Während mehrerer Jahre war er ausserdem Sprecher des Worts zum Sonntag am Schweizer Fernsehen. Sein besonderes Augenmerk galt dabei der rätoromanischen Version «In plaid sin via».

## Leben und Wirken
Luzi Battaglia wurde am 8. September 1945 in Chur geboren. Er wuchs in Scheid als Bergbauernsohn auf. Später folgte ein Theologiestudium an den Universitäten Zürich und Göttingen. Er war Pfarrer in Trin von 1971 bis 2003, in Malans von 2003 bis 2009 und in Andeer von 2009 bis 2013. Ab 1998 war er für sechs Jahre Sprecher des «Worts zum Sonntag» im Schweizer Fernsehen SRF 1. Von 2000 bis 2006 hatte er die Funktion des Dekans der Bündner Synode inne, des kantonalen theologischen Kompetenzzentrums. Dieses hat zum Ziel, zukunftsfähige, theologisch fundierte Lösungen für die Kirche zu entwickeln. Luzi Battaglia ist seit 1972 mit Esther Battaglia-Sigrist verheiratet. Das Paar hat vier Kinder.